# Hibbertia eatoniae
Hibbertia eatoniae är en tvåhjärtbladig växtart som beskrevs av Friedrich Ludwig Diels. Hibbertia eatoniae ingår i släktet Hibbertia och familjen Dilleniaceae. Inga underarter finns listade i Catalogue of Life.